# Jesper Svenbro
Jesper Svenbro (født 10. marts 1944 i Landskrona, Malmöhus län) er en svensk digter og klassisk filolog. Han disputerede i græsk med afhandlingen La parole et le marbre i 1976 om den græske poetiks herkomst. Svenbro er forsker ved Centre Louis Gernet ved Centre national de la recherche scientifique (CNRS) i Paris. Jesper Svenbro udnævntes 2006 til medlem af Svenska Akademien på stol nummer otte. Han tildeltes Illis Quorum i 2010.
Jesper Svenbro er bror til Annika Svenbro.